# 강태기
강태기(본명은 강성호, 1950년 7월 9일 ~ 2013년 3월 12일)는 대한민국의 배우이다.

## 생애
그의 조부와 선친은 일제강점기 황해도 해주에서 일제강점기 경기도 여주로 건너와 정착하였다. 1950년 7월 9일, 대한민국 경기도 여주군에서 출생하여 지난날 한때 경기도 수원에서 잠시 유아기를 보낸 적이 있으며 서울에서 성장한 그는 1967년 연극배우로 첫 데뷔하였고 같은 해 1967년 서울중앙방송(현재 KBS) 성우 데뷔에 이어 그 다음 해인 1968년 TBC 동양방송 공채 탤런트 6기에 합격하여 정식 데뷔하였으나 6개월을 해 본 뒤 성향과 성미에 맞지 않아 연극으로 이동했다. 이후 영화 배우로도 활약하였고 피터 섀퍼 각본의 연극 《에쿠우스》를 통해 연극 분야에 사실상 복귀하면서 대중적인 인지도를 얻었다.

## 주요 경력
- 사단법인 한국연극배우협회 회장

## 출연작

### 연극
- 1967년 《화랑도》 ... 김관창 역(조연)
- 1986년 《햄릿》 ... 클로디어스 대왕 역(주연)
- 1991년 《에쿠우스》 ... 에쿠우스 앨런 역(주인공)

### 텔레비전 드라마, 시트콤
- 1974년 TBC 드라마 《맏딸》
- 1979년 TBC 드라마 《야 곰례야》
- 1981년 KBS 드라마 《혼자 사는 여자》
- 1981년 KBS 드라마 《코리아 환타지》
- 1982년 KBS 드라마 《풍운》 ... 유길준 역
- 1982년 KBS 드라마 《소파 방정환》 ... 방정환 역
- 1982년 KBS 드라마 《맨발의 영광》 ... 남승룡 역
- 1983년 KBS 드라마 《전우》 ... 국군병사 역
- 1983년 KBS 드라마 《아버지》
- 1983년 KBS 드라마 《백조부인》
- 1984년 KBS 드라마 《독립문》 ... 주시경 역
- 1985년 KBS 드라마 《TV 문학관》
- 1985년 KBS 드라마 《새벽》
- 1986년 KBS 드라마 《여심》
- 1987년 KBS 드라마 《이화》
- 1987년 KBS 대하드라마 《토지》 ... 오가다 지로 역
- 1988년 MBC 드라마 《인간시장》
- 1989년 KBS 드라마 《두 석양》
- 1989년 KBS 드라마 《왕룽일가》
- 1990년 KBS 드라마 《파천무》 ... 권람 역
- 1991년 KBS 드라마 《도둑의 아내》
- 1991년 MBC 드라마 《여명의 눈동자》
- 1991년 SBS 드라마 《미늘》
- 1992년 KBS 월화연속극 《형》 ... 박세봉 역
- 1992년 KBS 드라마 《삼국기》
- 1993년 SBS 드라마 《소설극장》
- 1993년 KBS 드라마 《신 손자병법》
- 1994년 KBS 드라마 《역사의 라이벌》
- 1994년 EBS 드라마 《언제나 푸른 마음》
- 1994년 KBS 주말연속극 《딸부잣집》
- 1995년 KBS 드라마 《장녹수》
- 1995년 SBS 특별기획 《코리아게이트》
- 1996년 KBS 드라마 《조광조》
- 1996년 KBS 대하드라마 《찬란한 여명》
- 1996년 KBS 전원드라마 《대추나무 사랑걸렸네》
- 1997년 KBS 대하드라마 《용의 눈물》
- 1997년 MBC 드라마 《불꽃놀이》
- 1998년 KBS 대하드라마 《왕과 비》
- 1999년 SBS 드라마스페셜 《퀸》
- 2000년 KBS 대하드라마 《태조 왕건》
- 2001년 KBS 특별기획드라마 《명성황후》
- 2002년 KBS 일일시트콤 《동물원 사람들》
- 2002년 SBS 청춘시트콤 《오렌지》
- 2003년 MBC 드라마 《아르곤》
- 2004년 EBS 드라마 《명동백작》 ... 이중섭 역
- 2006년 KBS 대하드라마 《서울 1945》

### 영화
- 1976년 《나는 살아야 한다》
- 1977년 《나비소녀》
- 1980년 《사람의 아들》
- 1985년 《인간시장 2 - 불타는 욕망》
- 1983년 《후송열차》
- 1987년 《불씨》
- 1987년 《블루 하트》
- 1990년 《남부군》